# Nadja Hirsch

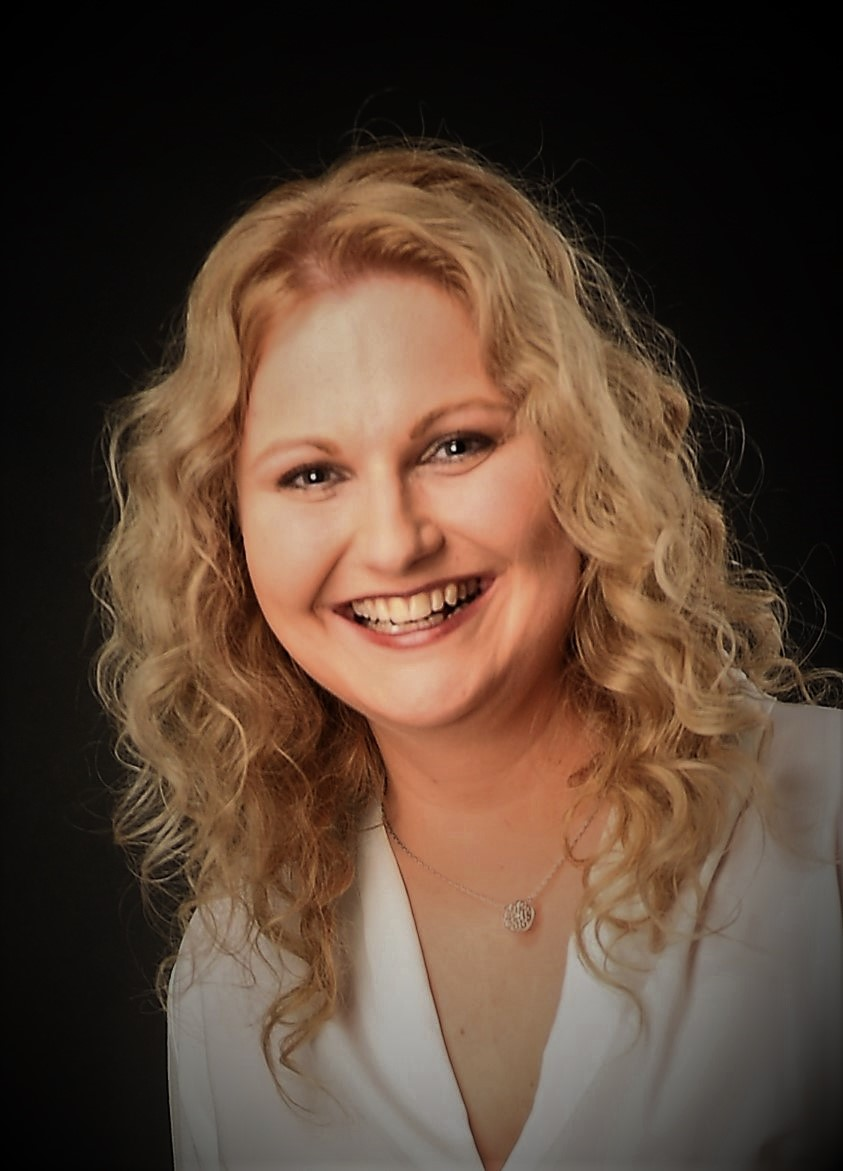
Nadja Hirsch, 2017

Nadja Yvonne Hirsch (* 13. Juli 1978 in München) ist eine deutsche Politikerin (FDP). Sie war von 2002 bis 2009 Stadträtin der Landeshauptstadt München, von 2008 bis zu ihrem Ausscheiden aus dem Stadtrat im Jahr 2009 war sie stellvertretende Fraktionsvorsitzende der FDP-Stadtratsfraktion München und von 2009 bis 2014 sowie von 2017 bis 2019 Abgeordnete des Europäischen Parlamentes.

## Ausbildung und Beruf
Nadja Hirsch machte 1998 ihr Abitur am Edith-Stein-Gymnasium in München. Von 1998 bis 2005 studierte sie Psychologie an der Ludwig-Maximilians-Universität in München. Ergänzend studierte sie von 1999 bis 2002 Wirtschaftswissenschaften an der Fernuniversität in Hagen und machte ihren MBA in St. Gallen. Außerdem ließ sie sich an der Münchner Ludwig-Maximilians Universität zur Wirtschaftsmediatorin ausbilden (2003–2004). Seither war sie freiberuflich für Unternehmen und gemeinnützigen Organisationen tätig.
Nach ihrem ersten Ausscheiden aus dem Europäischen Parlament 2014 war Nadja Hirsch 2015 stellvertretende Geschäftsführerin der Handelsblatt Global Edition in Berlin. Von 2015 bis 2017 war Hirsch Kommunikationschefin einer Online-Plattform der Raisin GmbH.

## Stadträtin
Hirsch war ehrenamtliche Stadträtin von 2002 bis 2009  in München und vertrat die FDP im Schul-, Kinder- und Jugendhilfe-, Sozial-, Gesundheits- und Kreisverwaltungsausschuss. 2008 wurde sie wiedergewählt und stellvertretende Vorsitzende der FDP-Stadtratsfraktion. Im September 2009 schied Hirsch nach ihrer Wahl ins Europäische Parlament aus dem Münchner Stadtrat aus.
Sie erhielt 2010 die Medaille München leuchtet in Silber für ihre langjährige Stadtratszugehörigkeit verliehen.

## EU-Parlamentarierin
Hirsch gehörte der Fraktion der Allianz der Liberalen und Demokraten für Europa an. Sie war stellvertretende Vorsitzende im Ausschuss für Beschäftigung und soziale Angelegenheiten.
Ab September 2013 war Hirsch Mitglied der Delegation für die Beziehungen zwischen der EU und den USA. Als Stellvertreterin war sie im Ausschuss für Kultur und Bildung (CULT),  im Innenausschuss (LIBE) und in den Delegationen für die Beziehungen zur Arabischen Halbinsel und für die Beziehungen zu den Ländern Südasiens.
Bei der Europawahl 2014 verpasste Hirsch als vierte der FDP-Bundesliste den Wiedereinzug ins Europäische Parlament. Nachdem bei der Bundestagswahl 2017 zwei der drei FDP-Europaparlamentarier in den Bundestag einzogen, rückte sie für Alexander Graf Lambsdorff am 8. November 2017 wieder ins Europaparlament nach. Sie war Mitglied im Handelsausschuss und für die Liberale Fraktion verantwortlich für das EU-Japan-Partnerschaftswirtschaftsabkommen. Außerdem war sie stellvertretendes Mitglied im Ausschuss für Binnenmarkt und legte dort den Schwerpunkt auf digitale Themen.
Seit 2017 war Hirsch Mitglied im gemischten parlamentarischen Ausschuss EU-Türkei.
Hirsch war Mitglied der Europa-Union Parlamentariergruppe Europäisches Parlament.
Zur Europawahl 2019 erhielt sie keinen aussichtsreichen Listenplatz ihrer Partei und kandidierte nicht mehr.

## Partei
Hirsch trat 1999 der FDP Bayern und den Jungen Liberalen bei. Sie war von 1999 bis 2001 stellvertretende Vorsitzende der Jungen Liberalen Stadtverband München, hatte dann von 2001 bis 2003 das Amt der Stadtvorsitzenden inne und war 2002 deren Spitzenkandidatin für die Stadtratswahl in München.
Von 2002 bis 2012 war Hirsch stellvertretende Vorsitzende des FDP-Kreisverbandes München Ost und von 2006 bis 2014 stellvertretende Vorsitzende, zuständig für Programmatik, des FDP-Bezirksverbandes Oberbayern. Von 2013 bis 2015 war sie Mitglied des Bundesvorstandes. Hirsch ist seit 2013 stellvertretende Vorsitzende des FDP Bundesfachausschuss für Medien und Digitales.
2008 wurde Hirsch auf dem Landesparteitag der FDP zur bayerischen Spitzenkandidatin für die Europawahl 2009 gewählt und trat auf Platz 9 der Bundesliste an. Im Europawahlkampf 2014 war sie erneut bayerische Spitzenkandidatin und trat auf Platz 4 der FDP-Bundesliste an, verfehlte aber den Wiedereinzug ins EU-Parlament. 2017 rückte sie durch die Wahl der EU-Abgeordneten Alexander Graf Lambsdorff und Michael Theurer in den Bundestag ins EU-Parlament nach.
2018 wählte die FDP Bayern sie erneut zur bayerischen Spitzenkandidatin für die Europawahl 2019, ihre Kandatur auf dem FDP-Europaparteitag 2019 für die aussichtsreichen Listenplätze 2 und 6 blieb jedoch erfolglos. Grund hierfür soll ein Konflikt zwischen ihr und der FDP-Generalsekretärin und Spitzenkandidatin für die Europawahl 2019, Nicola Beer, gewesen sein, da Hirsch Beer „fehlende Abgrenzung“ und „gute Beziehungen“ zur ungarischen Regierung vorgeworfen hatte. Hirsch wurde letztlich auf Listenplatz 29 gewählt, zog daraufhin ihre Kandidatur für das EU-Parlament zurück und ist 2019 aus diesem ausgeschieden.